# ونیسی
ونیسی (به فرانسوی: Venisey) یک کمون در فرانسه است که در Canton of Amance واقع شده‌است.

## خصوصیات
ونیسی ۶٫۸۰ کیلومترمربع مساحت و ۱۳۵ نفر جمعیت دارد.